# Homoneura signata
Homoneura signata är en tvåvingeart som först beskrevs av Wulp 1881.  Homoneura signata ingår i släktet Homoneura och familjen lövflugor. Inga underarter finns listade i Catalogue of Life.